# Cyclomia obliterata
Cyclomia obliterata är en fjärilsart som beskrevs av Thierry-mieg 1915. Cyclomia obliterata ingår i släktet Cyclomia och familjen mätare. Inga underarter finns listade i Catalogue of Life.